# Julie Meinicke
Julie Meinicke (2002) es una deportista noruega que compite en triatlón. Ganó una medalla de bronce en el Campeonato Mundial de Triatlón de Invierno de 2024.

## Palmarés internacional
| Campeonato Mundial | Campeonato Mundial | Campeonato Mundial | Campeonato Mundial |
| Año                | Lugar              | Medalla            | Prueba             |
| ------------------ | ------------------ | ------------------ | ------------------ |
| 2024               | Pragelato (Italia) | Medalla de bronce  | Individual         |